# Dekarboksylaza glicyny
Kompleks enzymatyczny dekarboksylazy glicyny (GDC, EC 2.1.2.10) – kompleks enzymatyczny, który razem z hydroksymetylotransferazą seryny (SHMT, EC 2.1.2.1) odpowiedzialny jest za przekształcenie glicyny do seryny w mitochondriach roślinnych w procesie fotooddychania.
Dekarboksylaza glicyny składa się z czterech różnych komponentów enzymatycznych: dwóch podjednostek P (dimer o masie 98-106 kDa), 27  podjednostek H (monomer o masie 13,8-15,5 kDa), 9 podjednostek T (monomer o masie 41-45 kDa) i dwóch podjednostek L (monomer o masie 50-59 kDa). Białko H nie pełni funkcji katalitycznych. Jest zlokalizowane w centrum kompleksu i przenosi produkty pośrednie między pozostałymi trzema komponentami. Białko P rozpoczyna reakcję dekarboksylacji poprzez przyłączenie grupy α-aminowej glicyny do 5-fosforanu pirydoksalu. Następuje przeniesienie elektronów z atomu węgla α i odłączenie grupy karboksylowej. Pozostałe elementy cząsteczki glicyny: węgiel α i grupa α-aminowa przenoszone są poprzez podjednostkę H do centrum aktywnego białka T. Białko T katalizuje reakcję przyłączenia atomu węgla z grupy metyloaminowej na tetrahydrofolian. Jednocześnie odłączana jest cząsteczka NH3. Oderwane elektrony oraz para atomów wodoru w postaci kwasu dihydroliponowego przenoszone są na podjednostkę L i służą do redukcji FAD do FADH2. Siła redukcyjna z FADH2 jest następnie przenoszona na cząsteczkę NAD+. Ostatecznie uwalniana jest cząsteczka CO2, NH3 oraz powstaje cząsteczka NADH. Grupa metylowa przyłączana jest przy udziale SHMT do cząsteczki glicyny co prowadzi do powstania seryny. SHMT jest tetramerem o masie 220 kDa składającym się z czterech identycznych podjednostek o masie 53 kDa.
Pewną aktywność dekarboksylazy glicyny wykazują prawdopodobnie wszystkie komórki roślinne. Największą aktywność enzym ten wykazuje w fotosyntetyzujących tkankach roślin typu C3. W mitochondriach grochu GDC stanowi 1/3 rozpuszczalnych białek mitochondrialnych. W tkankach niefotosyntetyzujących i roślinach etiolowanych aktywność GDC jest znikoma.